# Giustiziere
El término Giustiziere designa, en algunas ordenanzas europeas medievales, al funcionario que representa a la administración de justicia en una circunscripción territorial determinada.

## Historia

### Reino de Inglaterra
En el Reino de Inglaterra, las reformas introducidas por Guillermo el Conquistador para la administración de justicia significaron que dependía directamente del soberano a través del sistema de la curia. En particular, se estableció la figura del giustiziere, o un juez itinerante, llamado, de hecho,  Justitiarius itinerantis  o  Justitiarius errans , que tenía la tarea de administrar, moviéndose a lo largo de su territorio, una provincia en particular o curia, que de vez en cuando, dependiendo de las necesidades de la corona, se le confió Los Giustiziere errantes dependían de un Tribunal Supremo de Apelaciones, cuya sede estaba directamente en la corte, y estaba compuesta por los giustizieri del Banco  y del giustiziero capitale. Este último era el primer magistrado del estado y, al igual que un virrey, ejerció funciones suplementarias: "en ausencia del príncipe, presidía la corte". El giustiziere capitale también era el encargado de asignar a los jueces viajar a las distintas provincias y también tenía competencia, en consulta con los giustizieri del Banco, por razones que no podían ser definidas por el giustizieri "ordinario".

### Reino de Sicilia
En Reino de Sicilia, en época normanda,  sveva y angioine, el giustiziere era el funcionario de designación real que representaba la autoridad del  soberano a nivel provincial. En particular, en el estado siciliano, el Gran Giustiziere se distinguía del giustiziere, este último con deberes en los distritos administrativos, dependiendo de la división administrativa vigente Valli o Giustizierati.
Roger II de Sicilia, dice Rosario Gregorio, " compuso este sistema en la mejor forma ; es decir, basado en el modelo de Guillermo I de Inglaterra, reorganizó la administración de justicia en su reino. Habiéndose convertido en  Conde de Sicilia, Norman, a través de la producción de un aparato regulador que fue capaz de regular la administración de la isla, dio forma al sistema de la ley siciliana pública. El conjunto de las leyes de Ruggero, dice Rosario Gregorio, no puede considerarse como un reformador de un sistema anterior: en su lugar, estaba diseñado para crear 'estado del arte' 'ex novo' ', dando estatus legal a los institutos y hábitos ya existentes pero no formalizados en ningún cuerpo normativo.
Por ejemplo, Roger, la figura del magistrado, que ya estaba presente en varias ciudades y pueblos de Sicilia y cuya actividad es públicamente autorizada y reconocida, legislado el soberano como si tuviera por primera vez establecida. Entre las diversas disposiciones de magistrados, Roger decidió que el delito se puso en tela de juicio la autoridad del magistrado, que era sagrado e inviolable, pero al mismo tiempo, con el fin de salvaguardar las libertades civiles de sus temas, ordenó que habría sido objeto una 'pena de muerte o infamia' 'el juez que' 'mal administró justicia' '. En primer lugar, las reformas de Roger II, el magistrado tenía jurisdicción sobre los juicios de segundo grado (mientras que el primer caso fue adjunto a los magistrados locales), pero ya que no era la figura presente en todos los lugares de la isla, el segundo grado de justicia a menudo bajo la autoridad directa del soberano, quien por medio de mensajeros o delegados logró cumplir con esta oficina. Para superar estas limitaciones, Roger II, puso en marcha, a continuación, una serie de reformas con base en las llevadas a cabo por Guillermo I de Inglaterra.
El primer rey de Sicilia, en particular, introdujo dos figuras específicas para reemplazar a la vieja figura del magistrado. Estuvieron representados por giustiziere, como en el caso inglés, y por camerari. Ambos tipos de magistrados fueron clasificados como altos funcionarios y tenían jurisdicción sobre un determinado distrito territorial. 
El primero en ocupar la función de "Giustiziere de Palermo" fue el mismo Rey Roger. En la administración de justicia, los giustiziere tenían la competencia de la segunda instancia tanto en los casos penales como en los civiles. La primera instancia de la justicia criminal era, sin embargo,  de los magistrados, a los que se comprometió a igualar a los giustiziere  la más alta jurisdicción penal , es decir, todos los delitos más graves, entre los cuales el rey normando había incluido la violencia contra las mujeres. También para proporcionaron la primera instancia de la justicia civil excepciones que se basó en la experiencia de estos casos para los giustiziere, representantes de los litigios relativos a fincas no quaternati  Las peleas no quaternati eran esas peleas no se describe en los «registros fiscales» del Tribunal de Justicia y, por lo tanto, no está sujeto a determinadas obligaciones especiales. En su lugar, la jurisdicción es directamente atribuible a Magna Curia   Para las peleas que se describen en "  cuadernos de impuestos  y para los campos de las baronías. El giustiziere también tenía el poder de terminar los casos de primer grado que duraron más de dos meses, a menos que lo considerara apropiado por más tiempo. En los casos de interrupción, sin embargo, fue posible que el demandante recurriera al segundo grado por "falta de justicia". La muerte tenía un público que consistía en una  actos notariales  y algunos jueces subordinados a él que servían de  asesores sencilla : se definió una combinación de estos burócratas  corte giustizierato  . Los jueces y camareros, como magistrados ordinarios, por lo tanto, se integraron en el sistema administrativo concebido por Roger II. Estos funcionarios estuvieron en el cargo por un período definido de tiempo y, al final de su mandato, se vieron obligados a permanecer con sus sucesores por un período de cincuenta días. Esto, no sólo para cumplir con las obligaciones de la entrega, el nuevo giustiziere ragguagliando, sino también para someterse a las peticiones y quejas que se expusieron al juez saliente por parte de los habitantes del barrio en el que se había operado.